# 杜瑛
杜瑛（1204年—1273年），字文玉，元朝霸州信安（今河北省霸州市信安镇）人，杜時昇的儿子。
金朝将亡时，杜瑛避难到河南缑氏山中读书。搜访尽读诸书，间关转徙，在汾州、晋州之间教授诸生。后去彰德为中书粘合珪开府所聘。1259年，被忽必烈所召见。应对称旨，命从行南下攻宋，他因病推辞。中统初年，忽必烈下诏征召，没有就任。左丞张文谦奏请他担任怀孟、彰德、大名等路提举学校官，又推辞。杜门著书，不以官禄得失动其志，优游道艺，以终其身。临终，遗命其子：我将死，当在墓上写出缑山杜处士。终年七十岁。追封魏郡公，谥文献。著有《春秋地理原委》、《语孟旁通》、《皇极引用》、《皇极疑事》、《极学》、《律吕律历礼乐杂志》、文集十卷等。